# Katastrofa lotu United Airlines 610
Katastrofa lotu United Airlines 610 – katastrofa lotnicza, która zdarzyła się 30 czerwca 1951 roku. Douglas DC-6 należący do United Airlines, zboczył z kursu i uderzył w górę, na zachód od Denver. Zginęło 45 osób i 5 członków załogi.
Douglas DC-6 leciał z Salt Lake City do Denver. Na pokładzie DC-6 znajdowało się 50 osób (45 pasażerów i 5 członków załogi). Podczas manewru podchodzenia do lądowania samolot zamiast skrętu w lewo skręcił w odwrotną stronę przez co uderzył w górę. Nikt z pasażerów i członków załogi nie przeżył.